# Boudica
Boudica, cunoscută și ca Boudicca sau Boadicea (n. 30 d. Hr. - d. 61 d. Hr.), a fost regină a Icenilor. A fost soția lui Prasutagus, conducătorul tribului Brit al icenilor dependent de Roma, locuitori ai regiunii Norfolk de azi, în Britania de Est. După moartea soțului, armatele romane i-au cucerit teritoriul, ceea ce i-a dat impulsul de a conduce răscoala antiromană din anul 61.

## Istorie

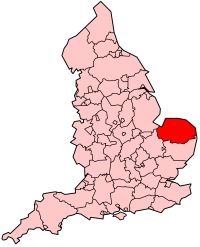
Norfolk. Regiunea unde locuiau icenii

### Descrierea Boudicăi
Descrierea acestei femei poate fi găsită în lucrările lui Tacitus, sau Dio Cassius, cu toate că la ambii e practic identică. Ambii remarcă faptul că Boudica era de sânge regal, de statură înaltă, cu mintea ageră. Avea părul roșcat și drept, lung până la talie, vocea aspră și vederea pătrunzătoare. De obicei, purta o tunică colorată și o manta.
Soțul ei, conducătorul Prasutagus, era regele icenilor, care locuiau în regiunea Norfolk de azi. Aceste pământuri practic nu se aflau sub controlul Romei, deoarece în timpul cuceririi Britaniei de către imperatorul Claudius în anul 43, icenii s-au unit cu armatele lui, în calitate de aliați. În anul 47, în timpul încercării lui Publius Octorius Scapula de a-i dezarma, ei au reușit să-și apere dreptul la independență. Prasutagus era mai în vârstă decât soția sa și a trăit o viață lungă. Pentru a-și păstra neamul, alături de ambele fiice ale sale, l-a făcut co-moștenitor al tronului pe imperatorul roman.
A "tolera" independența regatelor unite era o practică romană obișnuită, cu condiția ca regatul să fie lăsat drept moștenire imperatorului roman, după moartea conducătorului. Astfel, de exemplu, au fost anexate la imperiu provinciile Bitinia și Galatia (Galația). La fel, Legea romană permitea lăsarea moștenirii numai pe linie bărbătească. De aceea, toate încercările lui Prasutagus de a-și păstra pe tron familia au fost zadarnice. După moartea sa, regatul său a fost anexat la Imperiul Roman. Pământul și averea au fost confiscate. Averile nobililor și robilor erau deja egale. Potrivit lui Tacitus, Boudica a fost biciuită, iar fiicele ei au fost violate. De asemenea, a fost prădată trezoreria lui Prasutagus, care mulți ani a trăit din banii romani.

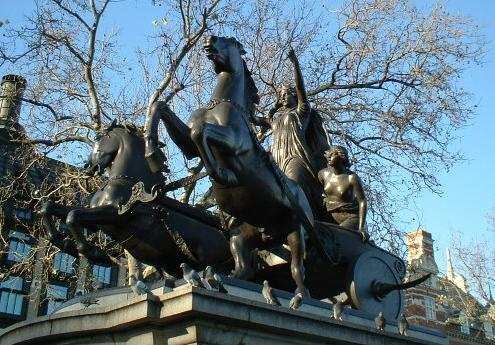
Statuia lui Boudica lângă Westminister

### Răscoala
În anul 61, când guvernatorul Gaius Suetonius Paulinus a condus compania pe insula Anglesey (numită de romani — Mona), care era refugiu pentru rebelii britani și cetate pentru druizi, icenii, susținuți de vecinii lor numeroși, inclusiv de trinobanți, au ridicat o răscoală. Au fost inspirați de exemplul lui Armenius, conducătorului tribului german al Heruscilor (lat. Cherusci), care în anul 9 a ridicat o răscoală împotriva romanilor alungându-i de pe pământul său. Cassius scrie că, înainte de răscoală, Boudica s-a rugat mult și a oferit jertfe lui Andraste, zeița victoriei.
Țelul primar al răsculaților a fost Camulodunum (modernul Colchester), fosta capitală a trinobanților, care la acel moment era o colonie romană, locuită de soldați romani lăsați la vatră. În oraș se afla un templu dedicat fostului împărat Claudiu. Orașul a fost asediat. 200 de soldați trimiși de procuratorul Deceneu, la cererea asediaților, au fost ușor învinși. În două zile, orașul a căzut. Quintus Petilius Cerialis, viitorul guvernator al Britaniei, pe atunci comandantul Legiunii a IX-a spaniolă, a încercat să elibereze orașul, însă a fost zdrobit și nevoit să fugă în Galia.
Aflând despre răscoală, Gaius Suetonius Paulinus a mers în apărarea provinciei. Scopul lui era de a apăra orașul Londinium (actuala Londră), cucerit în anul 43 de romani. Însă, văzând că nu are timp să se pregătească de asediu, și ținând cont de înfrângerea lui Petilius, a decis să părăsească orașul, pentru a salva restul teritoriului. Londinium a fost lăsat la dispoziția răsculaților, care au ars orașul, l-au prădat și i-au tăiat pe toți romanii rămași în oraș.
Următorul oraș distrus a fost Verulamium (modernul St. Albans). În trei orașe au fost omorâți circa 17 000 de oameni. Nimeni nu a fost luat ostatic. Cassius descrie detaliat evenimentele, spunând că oamenii simpli erau spânzurați, tăiați, ridicați pe cruci, dar cei nobili erau omorâți prin metode mai aspre, în special femeile fiind aduse ca jertfă zeiței Andraste.

### Înăbușirea răscoalei
Suetonius și-a adunat forțele la West Midlands, pe Watling Street. Din părți, armata era înconjurată de pădure. Forțele lui numărau 10 000 de oameni, printre care era și Legiunea a XIV-a, subdiviziunea Legiunii a XX-a. Totuși, armata Boudicăi era de câteva ori mai mare decât cea a lui Suetonius și număra peste 230 000 de oameni.
Tacitus scrie că Boudica își conducea armata de pe un car, adresându-se înainte de bătălie oamenilor săi cu un discurs, în care îndemna să nu fie considerată o regină nobilă, care se răzbună pentru regatul pierdut, ci o femeie obișnuită, care se răzbună pentru bătaia de joc asupra ei și pentru abuzurile împotriva fiicelor ei. Zeii erau de partea lor, o Legiune, care li s-a opus, a fost distrusă, deci le vor distruge și pe altele. Ea, femeie, era gata mai degrabă să moară, decât să trăiască ca roabă, îndemnându-i la aceasta și pe oamenii ei.
Însă romanii, mai iscusiți în bătălii deschise, corp la corp, s-au opus numărului prin iscusință. La începutul luptei, romanii au aruncat înspre Briți, care se îndreptau înspre ei, mii de sulițe. Soldații romani, care și-au epuizat deja sulițele, distrugeau a doua linie de Briți. Nesuportând atacul, briții au luat-o la fugă, dar calea de retragere le-a fost blocată de carele familiilor lor. Astfel, romanii i-au ajuns și i-au distrus.
Tacitus scrie că, văzând înfrângerea, Boudica a luat otravă. Potrivit lui Cassius, ea s-a îmbolnăvit după înfrângere și a murit în scurt timp. Conform cu ambele surse, a avut parte de o înmormântare grandioasă.

## Etimologie
Până în ultimul deceniu al secolului XX, numele acestei regine era des pronunțat Boadicea, probabil, datorită faptului că ea așa era numită în lucrările lui Tacitus. Numele ei e diferit în diferite surse. Astfel la Tacitus: Boadicea sau Boudicea; la Cassius — Βουδουικα, Βουνδουικα, sau Βοδουικα. Cel mai probabil, numele ei provine de la cuvântul celtic "bouda" — victorie. Cuvântul „boudīko” însemna la celți „purtător de victorie”. Nume asemănătoare existau în Lusitania — care se scria Boudica, în Bordeaux — Boudiga. În prezent, pronunția corectă a acestui nume se consideră Boudica (conform cu regulile din limba galeză și irlandeză, celor mai apropiate față de limba celților).
În secolul XIX, în timpul conducerii reginei Victoria, figura Boudicăi era înconjurată de un fel de cult romantic — nu în ultimul rând pentru că numele ei înseamnă „Victoria”, la fel ca numele reginei.